# Le Millefiori
Le Millefiori alternativt Tour Le Millefiori är en skyskrapa som ligger på 1 Rue des Genêts i Monaco. Den är den näst högsta byggnaden tillsammans med L'Annonciade inom furstendömet med 111 meter och 37 våningar.
Byggnaden uppfördes 1969 och ritades av arkitekten Jean Ginsberg.
2013 avslöjade den tyska modedesignern Karl Lagerfeld i en intervju med tidskriften Vogue att han ägde skyskrapans takvåning.